# ۲سی-تی-۲۱
۲ث-ت-۲۱ (به انگلیسی: 2C-T-21) با فرمول شیمیایی C۱۲H۱۸FNO۲S یک ترکیب شیمیایی است. که جرم مولی آن ۲۵۹٫۳۴ g/mol می‌باشد. 